# Meredith L. Patterson
Meredith L. Patterson (30 de abril de 1977) es una tecnóloga, escritora de ciencia ficción y periodista estadounidense, formada e interesada en una amplia gama de temas. Bloguera y desarrolladora de software, es una figura destacada del movimiento biopunk.

## Biografía
Criada en Houston, vivió en el entorno de la ciudad  durante 24 años antes de mudarse a Iowa City, para realizar sus estudios académicos. En 1999 fue  tesorera de la sucursal en Houston de la Mars Society y en ese mismo periodo, viajó por encima del círculo polar ártico como corresponsal de la NASA, para una misión de simulación de Marte.
Cursó estudios de lingüística y ciencias de la computación en la Universidad de Iowa,  obteniendo una maestría en la primera y doctorado en la segunda. La temprana carrera de Patterson le permitió desempeñar diversas tareas tales como: diseño de sitios web, redacción técnica, enseñanza de matemáticas e incluso crítica de restaurantes para el  Houston Press periódico en línea de Houston.
Sus contribuciones a la ciencia informática incluyen avances en lingüística computacional aplicada a la seguridad informática. Ha introducido técnicas innovadoras para contrarrestar ataques de inyección SQL y ha integrado bibliotecas de minería de datos en bases de datos PostgreSQL, creando una startup propia con tales aportaciones. También ha contribuido activamente a proyectos de código abierto e investigaciones  sobre vulnerabilidades de seguridad en la red, junto con su esposo Len Sassaman, tecnólogo como ella.
En su faceta de escritora, Patterson cuenta con obras de ciencia ficción y poesía inspiradas por su interés científico. También ha participado en blogs en los que aborda temas como la reforma de los derechos de autor, el biohacking, los derechos civiles y los lenguajes de programación.

## Trayectoria personal

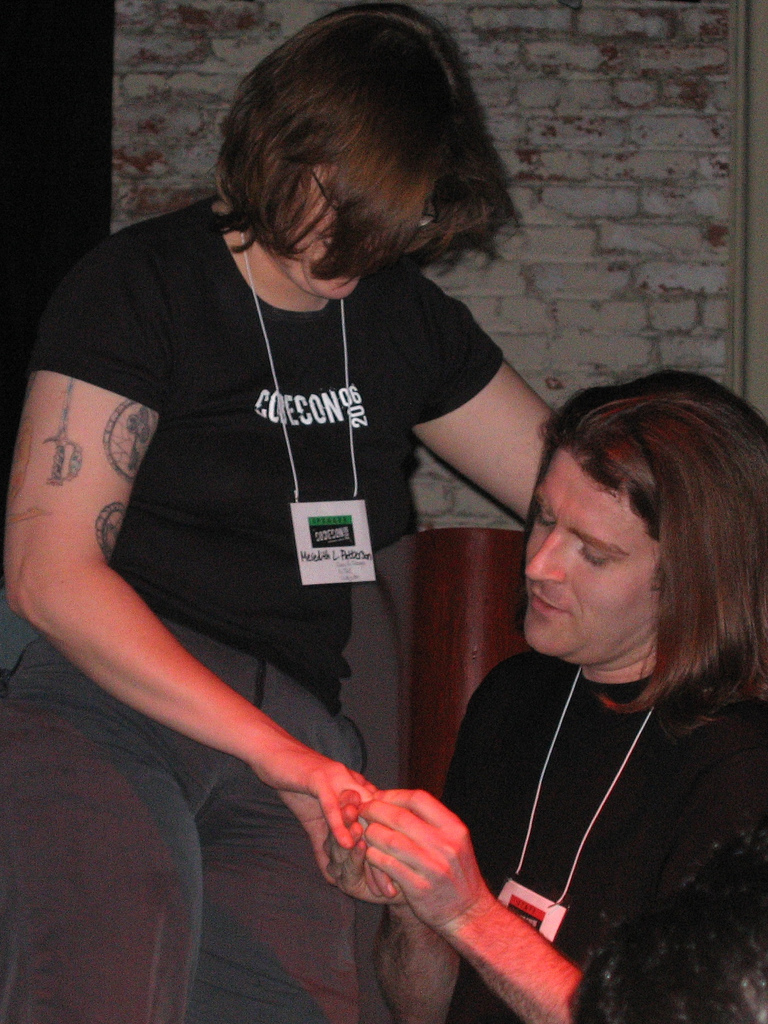
Sassaman coloca un anillo con brida azul en el dedo de Patterson

Patterson, presentadora en dos ocasiones de CodeCon, conferencia de tecnólogos celebrada entre 2002 y 2009, se casó con el coorganizador de los eventos, Len Sassaman. Estuvieron juntos hasta la muerte de Sassaman en 2011.
A Patterson le diagnosticaron autismo en la edad adulta, y declaró que "una concentración absoluta" le ayudó a tener una "relación sumamente positiva" con la comunidad tecnológica dominada por los hombres. Aun reconociendo que otras mujeres han sufrido discriminación o agresión sexual, ha instado a los grupos de defensa a no minimizar las experiencias de las que se sienten bien acogidas. En relación con ello, señala como su referente al Instituto Anita Borg para Mujeres y Tecnología.

## Trayectoria en Ciencias de la Computación
Patterson es conocida por su trabajo en lingüística computacional y sus aplicaciones a la seguridad informática. En 2005, presentó la primera técnica de validación de árbol de análisis para detener ataques de inyección SQL en la conferencia Black Hat en Las Vegas.
Ha integrado su biblioteca de minería de datos de máquina de vectores de soporte dentro de PostgreSQL para proporcionar una extensión de "consulta por ejemplo" al lenguaje SQL, permitiendo a los administradores de bases de datos (DBA) conformar de manera rápida y sencilla, solicitudes de minería de datos complejas basadas en entradas positivas y negativas. Si bien este trabajo fue financiado inicialmente por el programa Summer of Code de Google,  posteriormente constituyó la  base del trabajo de su empresa  y se lanzó en evento de la SuperHappyDevHouse.
Patterson ha contribuido a múltiples proyectos de software  de código abierto y ha escrito parches para PostgreSQL.  Su biblioteca "Dejector" se integra con PostgreSQL. También se le atribuye haber contribuido a proyectos de Summer of Code.
En BlackHat-2009, Dan Kaminsky, experto en seguridad informática,  presentó un trabajo junto a Patterson y Sassaman, que reveló fallas generalizadas en la infraestructura de autoridad de certificación de Internet. Su trabajo reveló que los navegadores web existentes podrían ser engañados para aceptar certificados X.509 fraudulentos.

## Actividad literaria
Como autora de ciencia ficción, Patterson ha publicado numerosos cuentos en revistas como Fortean Bureau y Strange Horizons, y en compilaciones como The Doom of Camelot y The Children of Cthulhu. Se le atribuyen contribuciones al juego GURPS Villains de Steve Jackson Games.
En su poesía ha sido influenciada por su carrera científica, así, su poema "Leaving Devon Island" hace referencia a la estación de investigación ártica Flashline Mars en la Isla Devon, Nunavut, Canadá.

## Actividad bloguera
Patterson ha analizado con frecuencia temas relacionados con la reforma de los derechos de autor, derechos civiles, y el biohacking o piratería corporal. Crítica con la falta de atención prestada a la privacidad del usuario en el proyecto OLPC (One Laptop per Child), mantiene un blog personal, BoingBoing, con sus reflexiones.Desde finales de 2015 ha sido coeditora  del blog Status:451, que describe la libertad de expresión como su "principio fundador".